# Betty Brewer
Virginia Brewer (beter bekend als Betty Brewer) (Joplin, 14 november 1924) is een Amerikaanse filmactrice, die acteerde in de jaren veertig. Ze speelde in onder meer in de western Rangers of Fortune (1940) en de comedy-drama Mrs. Wiggs of the Cabbage Patch (1942). In de jaren vijftig verscheen ze enkele keren op de televisie, waaronder in 1953 als zangeres in de Bill Cullen Show.

## Filmografie (selectie)
- The Roundup, 1941
- Las Vegas Nights, 1941
- Juke Girl, 1942
- Wild Bill Hickok Rides, 1942